# Jagdstörung
Als Jagdstörung werden Handlungen bezeichnet, die die Jagdausübung beeinträchtigen oder verhindern. Dies kann sowohl absichtlich als auch unbeabsichtigt geschehen. Beabsichtigte Jagdstörungen sind ein umstrittenes Thema, da sie rechtliche und ethische Fragen aufwerfen. Während Jagdgegner Jagdstörungen als notwendigen Protest gegen die Jagd ansehen, betrachten Jäger sie als unrechtmäßige Einmischung in Freizeitaktivitäten und Traditionen. In vielen Ländern gibt es Gesetze und Vorschriften, die das absichtliche Stören von Jagden sanktionieren. Beispielsweise stellt laut dem Jagdgesetz des Landes Schleswig-Holstein die vorsätzliche Störung oder Behinderung der Jagdausübung eine Ordnungswidrigkeit dar.
Absichtliche Störungen können darin bestehen, dass Tierschutz-, Tierrechts- oder Umweltaktivisten Jäger bei der Ausübung der Jagd stören, indem sie Lärm machen, um das Wild zu verscheuchen, sich Jägern in den Weg stellen oder andere Ablenkungen verursachen. Weitere vorsätzliche Jagdstörungen können sich als Jagdsabotage durch Vandalismus darstellen, indem Jagdausrüstung oder -einrichtungen beschädigt werden. Dies stellt meistens eine Sachbeschädigung dar.
Unbeabsichtigt kann die Jagd durch Naturbeobachter, Spaziergänger, Radfahrer oder andere Personen gestört werden, die sich im Wald oder in Jagdgebieten aufhalten. Auch Tiere können die Jagd stören, z. B. durch Fluchtverhalten oder freilaufende Hunde.